# Грант, Валентина
Валентина Грант (англ. Valentine Grant; 1881—1949) — американская актриса немого кино.

## Биография
Родилась 14 февраля 1881 года во Франкфорте, штат Индиана.
Сотрудничала с режиссёром Сидни Олкоттом, за которого вышла замуж в 1915 году. Снималась в кинокомпании Kalem где работал Олкотт, также работала в компаниях Lubin Manufacturing Company и Famous Players-Lasky. Снималась в Ирландии в известном фильме All for Old Ireland.
Прекратила актёрскую карьеру в 1918 году. В этом же году на круизном лайнере Tuscania она путешествовала из Нью-Йорка в Англию.
Умерла 12 марта 1949 года в круге Ориндж, штат Калифорния.